# Mauritiophasma
Mauritiophasma is een geslacht van Phasmatodea uit de familie Phasmatidae. De wetenschappelijke naam van dit geslacht is voor het eerst geldig gepubliceerd in 2004 door Cliquennois & Brock.

## Soorten
Het geslacht Mauritiophasma is monotypisch en omvat slechts de volgende soort:
- Mauritiophasma motalai Cliquennois & Brock, 2004